# サッポロウエシマコーヒー
サッポロウエシマコーヒー株式会社は、北海道札幌市厚別区厚別東5条1丁目に所在するコーヒーの製造・販売業である。ブランド名はユーコーヒーウエシマ。

## 沿革
- 1958年6月20日 - 株式会社上島本店札幌支店として業務開始[2][3]。
- 1986年7月24日 - 設立[2][3]
- 2008年5月12日 - UCC上島珈琲の完全子会社となる[4]。
- 2008年10月1日 - ユーシーシーフーヅサプライ株式会社と合併[5]。

## 事業所

### 本社
札幌市厚別区厚別東5条1丁目4番26号

### 製造工場
手稲綜合工場：札幌市手稲区手稲本町3条4丁目5番60号（2009年10月に閉鎖）

### 物流センター
札幌物流センター：北海道小樽市銭函5丁目61番1号（東洋水産株式会社石狩第2冷蔵庫内）

### 支店
- 札幌支店（本社内・厚別物流センター併設）
- 旭川支店
- 函館支店
- 登別支店
- 帯広支店（帯広物流センター併設）
- 北見支店
- 釧路支店

### 直営店
- こだわり豆倶楽部「えきすかふぇ」シリーズ
  - 札幌市北区に2店舗、豊平区と、北広島市、函館市に各1店舗
  - 2020年4月　北広島店　閉店
  - 2020年5月　豊平店　閉店
  - 2020年6月　MEGAドン・キホーテ函館店　閉店
- ESPRESSO BAR DYNES CAFE
  - 札幌市北区と南区に各1店舗
  - 2019年6月　北区麻生店　閉店
  - 2020年6月　南区澄川店　閉店